# Нецеце
Нецеце (пол. Nieciece) — село в Польщі, у гміні Тикоцин Білостоцького повіту Підляського воєводства.
Населення — 138 осіб (2011).
У 1975-1998 роках село належало до Білостоцького воєводства.

## Демографія
Демографічна структура станом на 31 березня 2011 року:
|          | Загалом | Допрацездатний вік | Працездатний вік | Постпрацездатний вік |
| -------- | ------- | ------------------ | ---------------- | -------------------- |
| Чоловіки | 65      | 16                 | 41               | 8                    |
| Жінки    | 73      | 16                 | 43               | 14                   |
| Разом    | 138     | 32                 | 84               | 22                   |